# Северный Ранкин
Норт-Ранкин (англ. North Rankin) — газоконденсатное месторождение на северо-западе Австралии. Открыто в 1971 году. Северный Ранкин входит в австралийский нефтегазовый проект Северо-Западный шельф.
Извлекаемые запасы природного газа оцениваются в 250 млрд м³.
Оператором месторождения является компания Woodside Petroleum.